# Insel ohne Moral
Insel ohne Moral ist ein deutscher Spielfilm aus dem Jahre 1950 von Volker von Collande mit Albert Florath in der Hauptrolle und den damaligen Nachwuchsdarstellern Hardy Krüger und Walter Giller in weiteren tragenden Rollen.

## Handlung
Der Kurbetrieb des auf einer Insel gelegenen Badeorts namens Gänsepöhl läuft ausgesprochen schlecht, und Bürgermeister Jansen, der zugleich als Kurdirektor für die unbefriedigenden Einnahmen zuständig ist, weiß auch nicht, wie er diese Situation ändern soll. Kai Jansen, sein Filius, hingegen hat eine Idee, wie man dem verschlafenen Nest zusätzliche Publicity zukommen lassen könnte. Er schlägt vor, hier einen Schönheitswettbewerb zu veranstalten. Ganz nebenbei erhofft der Bürgermeistersohn damit, seiner Angebeteten Dodo zum Sieg verhelfen zu können. Dies funktioniert natürlich nur dann, wenn er dem Wahlgremium, das über den Titel zu entscheiden hat, vorsteht. Dass dies einem Betrug gleichkommt, ist dem jungen Jansen relativ egal, doch als diese Schummelei herauskommt, wächst sich der ganze Vorgang zu einem handfesten Skandal aus. 
Um die Wogen wieder zu glätten, werden die jungen Leute bzw. Wettbewerbsteilnehmer schnellstmöglich aus dem Blickfeld der alteingesessenen Gänsepöhler verbannt und landen schließlich auf einer kleinen Nachbarinsel mit dem passenden Namen Brautsand. Bald geht die Phantasie der Alten mit ihnen durch, und man vermutet „Ungeheures“ auf dem nunmehr zur „Insel ohne Moral“ deklarierten Eiland. Da Brautsand seinen Namen deshalb erhielt, weil man sich vom dortigen Leuchtturmwärter trauen lassen kann, sieht Bürgermeister nur noch eine Möglichkeit, die mutmaßlich abhanden gekommene Moral wiederherzustellen: Und so kommt es zu einer Massentrauung in der Dorfkirche. Dies aber spricht sich bald herum, und Gänsepöhl kann sich nunmehr kaum vor andrängenden Touristen retten.

## Produktionsnotizen
Insel ohne Moral entstand zwischen dem 10. Juli und dem 27. August 1950 in und um Westerland auf der Insel Sylt und wurde am 24. Oktober 1950 im Düsseldorfer Alhambra-Kino uraufgeführt.
Dietrich von Theobald hatte die Produktionsleitung, Peter Scharff gestaltete die Filmbauten, Bessie Becker entwarf die Kostüme. Heinz Pehlke war einfacher Kameramann unter der Chefkamera Ekkehard Kyraths.

## Kritiken
Im Lexikon des Internationalen Films heißt es: „Leichtgeschürzte und banale Ferienkomödie, mit der Regisseur Collande vergeblich versuchte, das Lebensgefühl der jungen Generation der 50er Jahre zu porträtieren.“